# Dunărea Galați în sezonul 1986-1987
Sezonul 1986-1987  este un sezon foarte greu încărcat pentru echipa gălățeană la fel ca și cel din 1985-1986 aflat în decădere de altfel, totuși acest sezon se lasă cu retrogradarea echipei în liga a III-a.

## Echipă
| Nr. |         | Poziție | Jucător           |
| --- | ------- | ------- | ----------------- |
| -   | România | P       | Gheorghe Stamate  |
| -   | România | F       | Adrian Oprea      |
| -   | România | F       | Mihai Ciobanu     |
| -   | România | F       | Șurian Borali     |
| -   | România | F       | Gheorghe Negoiță  |
| -   | România | F       | Cleminte          |
| -   | România | F       | Florin Cujbă      |
| -   | România | F       | Simion            |
| -   | România | F       | Parfene           |
| -   | România | F       | Rotaru            |
| -   | România | M       | Romeo Posmac      |
| -   | România | M       | Teoharie          |
| -   | România | M       | Dănuț Lupu        |
| -   | România | M       | Adrian Comșa      |
| -   | România | M       | Tudorel Chivu     |
| -   | România | M       | Gheorghe Ichim    |
| -   | România | M       | Ion Diaconescu    |
| -   | România | M       | Costin Maleș      |
| -   | România | M       | Dumitru Manolache |
| -   | România | M       | Dima Tararache    |
| -   | România | M       | Georgel Ifrim     |
| -   | România | A       | Cojocaru          |
| -   | România | A       | Avanu             |
| -   | România | A       | Marian Ghibea     |
| -   | România | A       | Dan Loghin        |
| -   | România | A       | Mitică Ragea      |
| -   | România | A       | Sorin Balaban     |

## Transferuri

### Sosiri
| Post | Jucător      | De la echipa        | Suma de transfer  | Dată |  | ---- |
| ---- | ------------ | ------------------- | ----------------- | ---- |  | ---- |
| M    | Romeo Posmac | Oțelul Galați       | liber de contract | -    |  |      |
| F    | Adrian Oprea | Dacia Unirea Brăila | liber de contract | -    |  |      |

### Plecări
| Post | Jucător          | De la echipa     | Suma de transfer  | Dată |  | ---- |
| ---- | ---------------- | ---------------- | ----------------- | ---- |  | ---- |
| P    | Gheorghe Stamate | Oțelul Galați    | liber de contract | -    |  |      |
| F    | Surian Borali    | Oțelul Galați    | liber de contract | -    |  |      |
| M    | Dănuț Lupu       | Dinamo București | liber de contract | -    |  |      |

Clasamentul după 34 de etape se prezintă astfel:

## Seria II

### Rezultate
| Victorii | Egaluri | Înfrângeri | Cea mai mare victorie | Cea mai mare înfrangere |

### Sezon intern
| 1 | Dunărea CSU Galați | Oțelul Galați |  | 0-3 (0-2) |